# Gremlis Arvelo
Gremlis Andreína Arvelo García (Maracay, 21 agosto 1996) è una tennistavolista venezuelana, che ha rappresentato il Venezuela ai Giochi olimpici di Rio de Janeiro 2016.